# August Theodor de Bary
August Theodor de Bary (* 25. Oktober 1802 in Frankfurt am Main; † 27. März 1873 ebenda) war ein Arzt und Politiker der Freien Stadt Frankfurt.

## Leben
August Theodor war der Sohn des Handelsmanns Isaac de Bary (1778–1821) und dessen Ehefrau Augusta Dorothea Friederica Pilgrim (1778–1854). Die Familie De Bary entstammte einer uradligen Hugenottenfamilie aus Wallonien, die von dort durch die spanischen Habsburger vertrieben wurde und seit 1555 in Frankfurt nachweisbar ist.
Er war einer der ersten Schüler der Frankfurter Musterschule. Nach dem Besuch von Gymnasien in Wetzlar und Düsseldorf studierte er in Heidelberg und Bonn Medizin, wo er 1825 zum Dr. med. promoviert wurde. Er war seit 1822 Mitglied des Corps Rhenania Bonn.
De Bary war seit 1826 praktizierender Arzt in Frankfurt am Main. Er engagierte sich als Armenarzt der deutsch-reformierten Gemeinde und war Mitbegründer des Ärztlichen Vereins in Frankfurt. Er gehörte dem Gesetzgebenden Körper 1846 und 1848 an. Am 25. Oktober 1848 wurde er in die Constituierende Versammlung der Freien Stadt Frankfurt gewählt. Am 5. Januar 1850 erklärte er seinen Mandatsverzicht. Er war mehrfach Direktor der Senckenbergischen Naturforschenden Gesellschaft.
August Theodor de Bary war mit Caroline Emilie von Meyer (1805–1887) verheiratet und hatte mit ihr zehn Kinder, darunter Jakob de Bary (1840–1915), der lange Vorstandsmitglied des Carolinum (Frankfurt am Main) war. Ein weiterer Sohn war der bedeutende Naturwissenschaftler und Arzt Heinrich Anton de Bary (1831–1888). Ein Enkel August de Bary (1874–1954) war ebenfalls Arzt und von 1933 bis 1954 Vorsitzender der Administratoren der Dr. Senckenbergische Stiftung.

## Schriften
- De hyperaesthesia. Diss. (Bonn 1825)